# Comitatul Greene, Missouri
Comitatul Greene (în engleză Greene County) este un comitat din statul Missouri, Statele Unite ale Americii. Conform recensământului din 2020 avea o populație de 298,915 de locuitori, fiind al patrulea din statul Missouri. Reședința comitatului este orașul Springfield, Missouri, cel mai populat. Comitatul sau județul a fost organizat în 1833 și poartă numele generalului american ce a participat la războiul de independență Nathanael Greene. 
Comitatul Greene este inclus în Zona Metropolitană Springfield.

## Geografie
Potrivit Biroului de Recensământ al SUA, județul are o suprafață totală de 678 mile pătrate (1.760 km2), din care 675 mile pătrate (1.750 km2) sunt pământ și 2,6 mile pătrate (6,7 km2) (0,4%) sunt apă.

### Judetele adiacente
- Comitatul Polk (nord)
- Comitatul Dallas (nord-est)
- Comitatul Webster (est)
- Comitatul Christian (sud)
- Comitatul Lawrence (sud-vest)
- Comitatul Dade (nord-vest)

### Arie națională protejată
Câmpul național de luptă Wilson's Creek

## Demografie
La recensământul din 2000, în județ erau 240.391 persoane, 97.859 gospodării și 61.846 familii. Densitatea populației a fost de 356 persoane pe milă pătrată (138/km2). Existau 104.517 unități de locuințe la o densitate medie de 155 pe milă pătrată (60/km2). Compoziția rasială a județului a fost de 93,54% alb, 2,26% negru sau afro-american, 0,66% nativ american, 1,13% asiatic, 0,06% din Pacific Island, 0,67% din alte rase și 1,68% din două sau mai multe rase. Aproximativ 1,84% din populație era hispanici sau latino de orice rasă.
Existau 97.859 gospodării, dintre care 28,30% aveau copii sub 18 ani care trăiau cu ei, 50,00% erau cupluri căsătorite care trăiau împreună, 9,80% aveau o femeie gospodărească fără soț și 36,80% erau non-familii. 29,10% din toate gospodăriile erau alcătuite din indivizi, iar 9,70% aveau pe cineva care trăia singur, care avea vârsta de 65 de ani sau mai mult. Mărimea medie a gospodăriei era 2,34, iar dimensiunea medie a familiei era 2.89.
În județ, populația era răspândită, cu 22,30% sub 18 ani, 13,80% de la 18 la 24, 28,60% de la 25 la 44, 21,80% de la 45 la 64 și 13,60% care aveau 65 de ani sau mai batran. Vârsta medie a fost de 35 de ani. Pentru fiecare 100 de femei, erau 94,40 bărbați. Pentru fiecare 100 de femei în vârstă de 18 ani și peste, erau 91,20 bărbați.
Venitul mediu pentru o gospodărie din județ a fost de 44.185 USD, iar venitul mediu pentru o familie a fost de 56.047 USD. Bărbații aveau un venit mediu de 30.672 USD față de 21.987 USD pentru femei. Venitul pe cap de locuitor pentru județ a fost de 25.770 USD. Aproximativ 7,60% din familii și 12,10% din populație erau sub pragul sărăciei, inclusiv 13,60% dintre cei sub 18 ani și 7,50% dintre cei cu vârsta de 65 de ani sau peste.
Există 190.417 alegători înregistrați în județul Greene.
|  | Graficele sunt indisponibile din cauza unor probleme tehnice. Mai multe informații se găsesc la Phabricator și la wiki-ul MediaWiki. |

Date: Wikidata - grafică realizată de Wikipedia

## Servicii de urgență
Republic și Springfield au departamente de pompieri din oraș. 
În plus, județul este deservit de următoarele secții de pompieri:
- Ash Grove
- Battlefield
- Billings
- Bois D'arc
- Brookline
- Ebenezer
- Fair Grove
- Logan-Rogersville
- Strafford
- Walnut Grove
- Republica de Vest
- Willard

Aplicarea legii este asigurată de Biroul Șerifului Județului Greene. Șeriful actual este Jim C. Arnott.

## Politica

### Locală
Partidul Republican controlează predominant politica la nivel local în județul Greene.

### Camera Reprezentanților Statului
Comitatul Greene este împărțit în opt districte legislative în Camera Reprezentanților din Missouri; dintre care șase sunt deținute de republicani și două locuri democrate.
Districtul 130 — Episcopul Davidson (R-Springfield). Districtul include partea de nord a orașului Springfield și zona rurală din central nordică a comitatului Greene.
Districtul 131 — Bill Owen (R-Springfield). Districtul include partea de nord a orașului Springfield și zona rurală din centrul nordică a comitatului Greene.
Districtul 132 — Crystal Quade (D-Springfield). Districtul are sediul în întregime în orașul Springfield.
District 133 — Curtis Trent (R-Springfield). Districtul include Battlefield și o parte a orașului Springfield.
District 134 — Alex Riley (R-Springfield). The district includes part of the city of Springfield.
Districtul 135 – Betsy Fogle (D-Springfield). Districtul există în întregime în orașul Springfield.
Districtul 136 — Craig Fishel (R-Springfield). Districtul include părți ale orașului Springfield și unele zone rurale la sud-est de oraș.
Districtul 137 — John Black (R-Marshfield). Districtul include comunitățile Fair Grove, Rogersville și Strafford, precum și o mare parte din comitatul Webster.

### Camera Senatului statului Missouri
Comitatul Greene este, de asemenea, împărțit în două districte în Senatul Missouri, ambele reprezentate de republicani; Districtul 20, reprezentând părți mari din Greene și județul Christian, și Districtul 30, reprezentând în mare parte orașul Springfield.

### Parlamentul federal(US Congress)
Întregul județ Greene este inclus în al 7-lea district al Congresului din Missouri și este reprezentat în prezent de Billy Long (R-Springfield) în Camera Reprezentanților SUA.

## Educație

### Școli publice
Districtul școlar Ash Grove R-IV - Ash Grove
Districtul școlar Fair Grove R-X - Fair Grove
Districtul școlar Logan-Rogersville R-VIII - Rogersville
Districtul școlar Republic R-III - Republic
Districtul școlar Springfield R-XII - Springfield
Districtul școlar Strafford R-VI - Strafford
Districtul școlar Walnut Grove R-V - Walnut Grove
Districtul școlar Willard R-II - Willard

### Școli private

#### Districtul școlar Romano-catolic
Școala St. Elizabeth Ann Seton - (PK-5) - Springfield - Romano-catolică
Școala Immaculate Conception - (PK-8) - Springfield - Romano-catolică
Școala Catedrala St. Agnes - (PK-8) - Springfield - Romano-catolică
Liceul Catolic Springfield - (09-12) - Springfield - Romano-catolică

#### Alte școli
Școlile Creștine din Springfield - (PK-12) - Springfield - Baptistă
Grace Classical Academy - (PK-12) - Springfield - Creștinism nonconfesional
Academia Noului Legământ - (PK-12) - Springfield - Creștinism nonconfesional
Springfield Lutheran School - (PS-8) - Springfield - Sinodul Lutheran din Missouri 
Școala pregătitoare Summit din sud-vestul Missouri - (PK-12) - Springfield - Nonsectariană
Greenwood Laboratory School - (K-12) - Springfield - Nonsectariană

### Școli alternative
Datema House - (05-12) - Springfield - Școală alternativă
Școala Excel - (06-12) - Springfield - Școală alternativă
Wilson Creek Group Home - (06-12) - Springfield - Școală alternativă
Centrul de învățare comunitară - (06-12) - Springfield - Școală alternativă
Centrul Educațional Bailey - (09-12) - Springfield - Școală alternativă
Graff Career Center - (09-12) - Springfield - Școală profesională/tehnică
Greene County Special Education Cooperative - (K-12) - Republic - Educație specială
Greene Valley - Springfield - Educație specială
Phelps Gifted Center - (01-12) - Springfield - Alternativă/Talentată Education

### Colegii și universități
- Missouri State University - Springfield - Cunoscută anterior ca Southwest Missouri State University - O universitate publică de patru ani.
- Evangel University - Springfield - O universitate privată de arte liberale penticostale de patru ani.
- Drury University - Springfield - O universitate privată de arte liberale de patru ani.
- Baptist Bible College - Springfield - Un colegiu biblic privat, conservator, deținut de Baptist Bible Fellowship International.
- Ozarks Technical Community College - Springfield - Un colegiu comunitar public de doi ani.
- Ozarks Technical Community College - Republic - Un colegiu comunitar public de doi ani.
- Altierus(fostul Everest)Career College - Springfield - Un colegiu non-profit, de patru ani.
- Columbia College: Springfield Campus - Springfield - Un colegiu privat, de patru ani.
- Bryan University: Springfield Campus - Springfield - O universitate privată de patru ani..
- Cox College - Springfield - O facultate de îngrijire medicală privată, non-profit, de patru ani.
- University of Missouri: Springfield Clinical Campus] - Springfield - O universitate publică de patru ani.

### Biblioteci publice
- Springfield-Greene County Library - Biblioteca județului Greene - Springfield[11]

## Transport

### Rutier
- Interstate 44 - Autostrada federală 44
- U.S. Route 60 - Autostrada statală 60
- U.S. Route 65 - Autostrada statală 65
- U.S. Route 66 (1926–1979) - Drumul statal Soseaua istorica 66
- U.S. Route 160 - Drumul statal 160
- Route 13 - Drumul statal 13
- Route 125 - Drumul statal 125
- Route 266 - Drumul statal 266
- Route 360 - Drumul statal 360
- Route 413 - Drumul statal 413
- Route 744 - Drumul statal 744

Pe lângă drumurile federale și statale, există drumuri județene și drumuri agricole (farm roads) în marea lor majoritate fiind asfaltate.

### Feroviar
Companiile de căi ferate sunt de obicei descrise în trei categorii generale pe baza dimensiunii și tipul operațiunilor acestora.

#### Clasa I
Căile ferate din clasa I din SUA sunt căi ferate mari de transport de marfă, cu un venit din exploatare în 2009 de 378,8 milioane USD sau mai mult. Există șapte căi ferate de clasa I în Statele Unite și șase dintre ele dețin tronsoane sau au drepturi de operare în Missouri. O companie operează pe teritoriul județului Greene.
- Burlington Northern Santa Fe Railway (BNSF)

#### Locale
Căile ferate locale sunt căi ferate pe linie scurtă care au, în general, venituri anuale mai mici de 40 de milioane de dolari pe an. Șaptezeci și cinci la sută din cele peste 300 de căi ferate locale care operează în SUA au mai puțin de 100 de mile de linie de cale ferată. Missouri este deservit de cinci căi ferate locale. Compania locală care operează in județul Greene este:
- Missouri & Northern Arkansas Railroad MNA

### Aeroporturi
- Springfield-Branson National Airport
- Springfield Downtown Airport

## Comunități

### Orașe
- Ash Grove
- Battlefield
- Fair Grove
- Republic
- Rogersville
- Springfield (county seat)
- Strafford
- Walnut Grove
- Willard

### Comunitati neincorporate
- Avalon Park
- Bois D'Arc
- Cave Spring
- Cody
- Ebenezer
- Elwood
- Glidewell
- Hackney
- Harold
- Haseltine
- Hickory Barren
- Logan
- Mentor
- Mumford
- Oak Grove Heights
- Palmetto
- Pearl
- Phenix
- Plano
- Turners